# Бротон (Охајо)
Бротон (енгл. Broughton) град је у америчкој савезној држави Охајо.

## Демографија
По попису из 2010. године број становника је 120, што је 46 (-27,7%) становника мање него 2000. године.
| Група             | 2000.       | 2010.       |
| Белци             | 159 (95,8%) | 117 (97,5%) |
| Афроамериканци    | 0 (0,0%)    | 0 (0,0%)    |
| Азијати           | 0 (0,0%)    | 0 (0,0%)    |
| Хиспаноамериканци | 5 (3,0%)    | 1 (0,8%)    |
| Укупно            | 166         | 120         |